# Noix de coco (film, 1939)
Pour les articles homonymes, voir Noix de coco (homonymie).
Pour plus de détails, voir Fiche technique et Distribution.
Noix de coco est un film franco-allemand réalisé par Jean Boyer, sorti en 1939, d'après la pièce de théâtre éponyme de Marcel Achard.

## Synopsis
Loulou, un horticulteur qui vit à Menton dans le sud de la France, a épousé en secondes noces une femme particulièrement prude. Il garde cependant la nostalgie de « Noix de coco », une jeune chanteuse qu'il a connue un soir dans sa jeunesse, dans un cabaret de Saigon. Lors d'une soirée, un badinage de Salvadore, l'un des invités, amène Loulou à découvrir que sa femme n'est autre que « Noix de coco ». D'abord jaloux de ce rival qui n'était autre que lui-même, Loulou pardonne à sa femme de lui avoir caché son passé.

## Fiche technique
- Titre : Noix de coco
- Réalisation : Jean Boyer
- Assistant réalisation : Christian Chamborant
- Scénario : Marcel Achard (pièce et adaptation)
- Direction artistique : Max Mellin
- Photographie : Walter Pindter
- Musique : Georges Van Parys
- Décors : Max Mellin
- Son : Bruno Suckau
- Production : Raoul Ploquin
- Pays d'origine :  France
- Co-production :   France /  Reich allemand
- Format :  Noir et blanc - 1,37:1 - 35 mm - Son mono
- Genre : Comédie dramatique
- Durée : 80 minutes
- Date de sortie : 
  - France - 17 février 1939
- Affiche : Roger Cartier (France)

## Distribution
- Raimu : Loulou Barbentane
- Michel Simon : Joseph Josserand
- Marie Bell : Caroline Barbentane/Noix de coco
- Junie Astor : Colette Ventadour
- Suzet Maïs : Fernande Josserand, fille de Loulou
- Gilbert Gil : Antoine, fils de Loulou
- Betty Daussmond : Angèle, la bonne des Barbentane
- Claire Gérard : une invitée
- Gisèle Préville : Nathalie, amoureuse d'Antoine
- Georges Lannes : Lieberkrantz
- Maupi : Coleville, ami de Loulou
- Magdeleine Bérubet : Madame Testavin
- Fernand Fabre : Salvadore
- Harry James et son orchestre